# Get It On
"Get It On" é uma canção da banda britânica de rock T. Rex, apresentada no álbum Electric Warrior. Escrita pelo vocalista e guitarrista Marc Bolan, "Get It On" foi o segundo sucesso de T. Rex na parada musical britânica de singles. Nos Estados Unidos, foi renomeada como "Bang a Gong (Get It On)" para evitar confusão com uma canção de mesmo nome do grupo Chase.

## Composição
Após o sucesso do single anterior de T. Rex, "Hot Love", a banda fez uma turnê pelos Estados Unidos. Enquanto em Nova Iorque, em março de 1971, Bolan pediu ao baterista Bill Legend para ajudá-lo a pensar em padrões de bateria para o que mais tarde se tornaria "Get It On". Bolan afirmou ter escrito a canção por seu desejo de gravar "Little Queenie", de Chuck Berry, e disse que o riff foi tirado da faixa de Berry. Um verso ligeiramente editado de "Little Queenie": "And meanwhile, I'm still thinking" ("E enquanto isso, eu ainda estou pensando") é dita no final de "Get It On". De acordo com o produtor musical Tony Visconti, esta linha foi um improviso de Bolan durante a gravação.

## Gravação
A faixa foi gravada no Trident Studios, em Londres, com Rick Wakeman e Blue Weaver no piano. Wakeman, que estava desesperado na época para pagar seu aluguel, esbarrou em Bolan na Oxford Street, que lhe ofereceu o lugar na gravação. Wakeman disse para Visconti que a canção não precisava de um pianista. Visconti sugeriu que ele poderia adicionar um glissando. Wakeman disse que Visconti poderia fazer isso, ao que Bolan respondeu: "Você quer seu aluguel, não é?". Wakeman tocou e ganhou nove libras por seu esforço.
Os saxofones foram tocados por Ian McDonald, do King Crimson. Mark Volman e Howard Kaylan forneceram os vocais de apoio.
Durante uma apresentação da canção no Top of the Pops em dezembro de 1971, Elton John imitou o piano da faixa.

## Recepção crítica
"Get It On" passou quatro semanas no topo no Reino Unido, começando em julho de 1971, e foi o maior sucesso do grupo. Ela atingiu o décimo lugar na Billboard Hot 100 dos Estados Unidos, e ficou em 12º lugar na parada musical Cash Box Top 100 em março de 1972, tornando-se o único grande sucesso da banda na América do Norte. A canção alcançou o 12º lugar também no Canadá em março de 1972.

## Ficha técnica
T. Rex
- Marc Bolan – vocais principais, guitarra elétrica
- Steve Currie – baixo elétrico
- Bill Legend – bateria, pandeireta

Músicos adicionais
- Rick Wakeman – piano, órgão
- Ian McDonald – saxofones
- Mark Volman, Howard Kaylan – vocais de apoio

Produção
- Tony Visconti – produção musical

## Posição nas tabelas musicais
| Tabelas musicais (1971–1972)       | Melhor posição |
| ---------------------------------- | -------------- |
| Reino Unido (OCC)                  | 1              |
| Austrália (ARIA)                   | 14             |
| Canadá (RPM)                       | 12             |
| Alemanha (GfK)                     | 3              |
| Países Baixos (Dutch Top 40)       | 15             |
| Irlanda (IRMA)                     | 1              |
| Noruega (VG-lista)                 | 6              |
| Suíça (Schweizer Hitparade)        | 3              |
| Estados Unidos (Billboard Hot 100) | 10             |
| Estados Unidos (Cash Box Top 100)  | 12             |

Certificações
| Região            | Certificação | Vendas  |
| ----------------- | ------------ | ------- |
| Reino Unido (BPI) | Ouro         | 400,000 |

## Outras versões
- Blondie gravou uma versão ao vivo da canção em 1978 no Paradise Ballroom, em Boston, que pode ser encontrada em seu álbum ao vivo de 1978, Headlines, e também no relançamento do álbum Parallel Lines.[21]
- Em 1979, Witch Queen lançou uma versão disco da canção, intitulada "Bang a Gong". Ela alcançou o oitavo lugar na tabela musical de música disco.[22]
- Em 2020, U2 fez uma versão da faixa com Elton John no piano.[23][24]